# Cykle Clubben Hjørring
Cykle Clubben Hjørring (в переводе с дат. — «Велоклуб Йёрринга»), CCH — датский любительский велосипедный клуб, расположенный в Йёрринге (Северная Ютландия), объединяющий людей всех возрастов для занятий шоссейным и гравийным велоспортом, а также маунтинбайком. Клуб является лицензированным членом велоспортивного союза Дании (DCU).

## История
Велоклуб Йёрринга основан 8 февраля 2007 года, как сообщество для любителей велоспорта вне зависимости от уровня подготовки — от новичков до профессиональных спортсменов.

## Организация гонок «Три дня на севере»
Серия «Три дня на севере» (дат. 3 Dage i Nord), также известная под брендом Campione Cup, впервые была проведена в 2017 году совместно клубами Thy Cykle Ring, Aalborg Cykle-Ring и Cykle Clubben Hjørring. Первые этапы проходили в Йёрринге, Тю и Ольборге, и собрали около 680 участников в 21 классах, обслуживало событие более 100 волонтеров. Председатель CCH, Йенс Рёмер, отметил:

Мы проводим это прежде всего, чтобы заявить о нашем клубе и привлечь средства; как лицензированный клуб, мы обязаны быть организаторами гонок.
Оригинальный текст (датск.)Vi arrangerer først og fremmest det her for at gøre opmærksom på vores klub og tjene nogle penge hjem til klubben. Vi er også en licensklub, og det betyder, vi er forpligtet til at være løbsarrangør.
— 
Соревнования традиционно проходят в пасхальный уик‑энд и с каждым годом привлекают всё больше участников из других стран. Так, около 190 участников из Норвегии, Швеции и Нидерландов выступили в категории A на старте 2022 года.

## Организационная структура и управление
Велоклуб Йёрринга зарегистрирован как некоммерческая ассоциация (CVR‑номер 30225449), управляется председателем (formand), казначеем и членами правления. В 2025 году состав правления включает:
| ФИО                                                 | Должность      |
| --------------------------------------------------- | -------------- |
| Мартинс Мадсен (дат. Martins Madsen)                | Председатель   |
| Пер Бунгор Йенсен (дат. )                           | Кассир         |
| Курт Бранди (дат. Kurt Brandi)                      | Член правления |
| Майкен Йенсен (дат. Maiken Jensen)                  | Член правления |
| Ким Есперсен (дат. Kim Espersen)                    | Член правления |
| Берит Розе Кристенсен (дат. Berit Rose Christensen) | Член правления |
| Андреас Винтер (дат. Andreas Winther)               | Заместитель    |

Все члены старше 15 лет имеют право голоса на годовом общем собрании.

## Программы тренировок и вовлечение сообщества

### Шоссе
Тренировки проводятся по вторникам и четвергам в 18:30, с апреля по начало октября. Участники делятся на четыре группы по средней скорости: группы A (30-34 км/ч), B (26-30), C (24-28) и D («команда уюта», около 20‑24 км/ч). Каждая команда имеет 2-3 капитанов и помощников капитана, причем капитаны поочередно несут ответственность за команду в заранее определённые дни недели. Капитан обязан информировать о тренировке дня (маршрут и стиль езды/цели тренировки) и принимает решения. На сайте клуба размещён календарь с планом маршрутов. Маршруты можно скачать в формате pdf или загрузить в GPS-навигатор для велосипеда. Капитаны стремятся к тому, чтобы команды ехали по одному и тому же маршруту, что позволяет участникам отстать от своей команды, если не хватит сил.

### Маунтинбайк
Тренировки по маунтинбайку проходят в лесах Bagterp два раза в неделю — во вторник и четверг с 17:00; для детей (6-15 лет) — по четвергам с 17:00 до 18:15.
Как отметил в NordsøPosten тренер Мартин Сёренсен:

Мы видим рост числа детей и подростков на тренировках, потому что MTB — это весёлый способ тренироваться на свежем воздухе… Мы делим участников на уровни, чтобы все могли участвовать.
Оригинальный текст (датск.)Jeg tror vi ser flere børn og unge til træning, fordi cykling… er en sjov måde at bevæge sig på ude i naturen […]. Vi deler op i fornuftige niveauer, så alle kan være med.
— 

### Гравий
Дисциплина гравийного велоспорта постепенно развивается как смешанный формат; маршруты и расписание уточняются через руководство клуба — доступно обращение через сайт.

### Открытые мероприятия
Клуб проводит открытые мероприятия для вовлечения сообщества в велоспорт. Так, например, в апреле 2022 года CCH пригласил всех желающих на открытый день в лесу Bagterp. Проект особенно ориентирован на новичков и мультиформат.
Любой, независимо от подготовки, может принять участие в соревнованиях, строгая униформа не обязательна.
Велоклуб Йёрринга активно использует цифровые каналы (официальный сайт, соцсети, публичные отчёты), поддерживает открытость для СМИ. Открытые мероприятия повышают узнаваемость клуба среди жителей Хьёрринга и окрестностей. Местный медиа-журнал NordsøPosten регулярно фокусируется на акциях и событиях велоклуба.

### Социальные и общественные инициативы
После более чем года ограничений, связаных с пандемией COVID‑19 клуб возобновил активность 27 марта 2021 года с поднятием флага и приглашением всех желающих на старт сезона. Как было объявлено: «Представители клуба с нетерпением ждут совместных поездок и возвращения велосипеда обратно в нашу жизнь после Covid».
Члены клуба получают опыт организации (тренировки в роли капитана, обслуживание трасс, инструкторство), участвуют в летних гриль-вечеринках, осенних праздниках, и совместных тренировочных уик‑эндах.
Также клуб совместно с Frederikshavn MTB, Sæby MTB и Aalborg Mountainbike Klub организовал Nordjysk MTB Cup — серию лёгких MTB‑соревнований на равных условиях с демократичным фестивальным духом.

## Развитие молодёжного MTB
Клубом была проведена регистрация и организован клубный чемпионат по маунтинбайку среди молодёжи в 2022 году. Это событие стало знаковым, поскольку количество принявших в нём участие детей и подростков увеличилось в 5 раз по сравнению с весной 2021 — за счет роста интереса и новых форматов тренировок. В чемпионате участвовали дети в возрастных группах U7-U15, которые финишировали в формате индивидуальной гонки, с церемонией награждения и памятными медалями для всех участников, и призовыми кубками для лидеров категорий.

## Спонсорская поддержка и инфраструктура
В феврале 2025 года фонд Sparekassen Danmark Fonden Vendsyssel выделил грант для велоклуба Йёрринга на приобретение оборудования для обслуживания MTB‑траcс протяжённостью более 20 км в лесах Bagterp, Vindstrup и Tornby Klitplantage. Все работы по уходу за трассами выполняются волонтёрами из клуба sparekassendanmarkfondenvendsyssel.dk. Грант позволил велоклубу перейти к самостоятельной поддержке маршрутов без привлечения внешних подрядчиков.